# دراسة تيرمان للموهوبين
دراسة تيرمان للموهوبين (بالإنجليزية: Genetic Studies of Genius)‏‏ هي واحدة من أقدم وأطول الدراسات الطولية في مجال علم النفس. بدأت هذه الدراسة في عام 1921 تحت إشراف لويس تيرمان في جامعة ستانفورد، وتهدف إلى دراسة تطور وخصائص الأطفال الموهوبين حتى مرحلة البلوغ. تم اختيار العينة من أكثر من 1500 طفلًا، معظمهم من الطبقة المتوسطة أو العليا، وتم رصد ومتابعة حياتهم التعليمية والاجتماعية والنفسية لعشرات السنين.

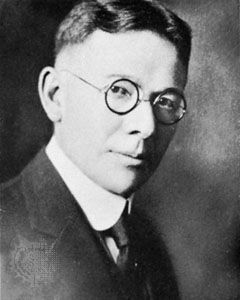
لويس ماديسون تيرمان، مؤسس وقائد الدراسة.

تعتبر هذه الدراسة مرجعًا مهمًا في فهم الذكاء والموهبة، حيث نُشرت نتائجها في خمسة كتب بالإضافة إلى الكثير من المقالات. كما ساهمت في دحض الشائعات حول الأطفال الموهوبين مثل الاعتقاد بأنهم يعانون من مشاكل صحية أو اجتماعية. على الرغم من الانتقادات التي تعرضت لها الدراسة بسبب عدم تمثيل عينة الدراسة لجميع الطبقات والأعراق وبسبب تدخل تيرمان في توجيه حياة الموهوبين، إلا أن البيانات التي جمعت خلال هذه الدراسة لا تزال تُستخدم في الأبحاث النفسية حتى اليوم
.

## نبذة تاريخية
أطلق لويس تيرمان (عالم النفس في جامعة ستانفورد) هذه الدراسة في أوائل عشرينيات القرن الماضي وكان هدفه منها اكتشاف خصائص الأطفال الموهوبين وتطويرها عبر مراحل حياتهم. كان تيرمان مسؤولاً عن مراجعة وتوحيد اختبار الذكاء الذي يطبّق بشكل فردي والمعروف باسم مقياس ستانفورد بينه للذكاء.
في بداية القرن العشرين كانت هناك مخاوف قديمة تتعلق بصحة الأطفال الموهوبين، حيث كان يُعتقد في عام 1916 أنهم ناضجون مبكرًا، ويموتون مبكرًا. أراد تيرمان إبطال هذه الشائعات والخرافات وإثبات أن الأطفال ذوي الذكاء المرتفع يمكن أن يكونوا ناجحين ولديهم القدرة على التكيّف الاجتماعي.

## منهجية البحث
اختار تيرمان المشاركين في هذه الدراسة بناءً على درجات اختبارات الذكاء، حيث حدد الأطفال الذين حصلوا على درجات ذكاء (IQ) تزيد عن 140 وفقًا لاختبار ستانفورد ينه للذكاء. شملت العينة الأصلية 1,528 طفلاً موهوبًا (856 ذكرًا و672 أنثى) تتراوح أعمارهم بين ثلاثة وتسعة عشر عامًا، وكانوا يمثلون أعلى بنسبة 1% من القدرة الفكرية العامة. تم رصد ومتابعة هؤلاء الأطفال على مدى عقود من الزمن، حيث جُمعت بيانات مختلفة ومتنوعة تتعلق بصحتهم وتحصيلهم الأكاديمي وحياتهم المهنية وعلاقاتهم الاجتماعية. وهكذا استمرت الدراسة لمدة 74 سنة، الأمر الذي يجعلها من أطول الدراسات الطولية في تاريخ علم النفس.
في فترة الثمانينيات اكتشف روبرت سيرس (الذي كان يدير الدراسة وقتها) - اكتشف بأن بعض درجات الذكاء لم تُحسَب بشكل دقيق. بعد إعادة معالجة البيانات باستخدام أوراق الإجابة الأصلية، تبين أن الحد الأدنى لدرجات الذكاء كان 116 (لدرجات غير مصححة) أو 106 (لدرجات مصححة)، اكتشاف هذه الثغرة استدعى إعادة تقييم لبعض النتائج السابقة.

## النتائج الرئيسية
أسفرت الدراسة عن بعض النتائج الأساسية في مجالها:
- الخصائص النفسية والاجتماعية: أظهرت النتائج أن الأطفال الموهوبين يتمتعون بدوافع أكبر للإنجاز ولديهم قدرة أفضل على التكيف النفسي والاجتماعي مقارنةً بأقرانهم.[5] كانوا أكثر صحةً وأطول قامةً وكان انسجامهم مع المجتمع أكثر من المتوسط، وهذا دحض الاعتقاد السائد آنذاك بأن الموهوبين يعانون من ضعف جسدي أو ضعف في القدرة على التكيف الاجتماعي.[7]

ولكن مع كل هذا، وجدت الدراسة بأن الأطفال ذوي الذكاء المرتفع جدًا (درجات IQ تفوق 180) كانوا أكثر حساسية تجاه اختلافاتهم عن الآخرين، وقد واجهوا بكثرة مشاكل مثل الملل والرفض من قبل أقرانهم.
تبيّن أيضًا من هذه الدراسة بأن النجاح ليس مرتبطًا فقط بمستوى الذكاء، بل يرتبط أيضًا بخصائص شخصية مثل: الثقة بالنفس والجهد والمثابرة وتحديد الأهداف. لفت انتباه تيرمان أن بعض الأطفال ذوي الذكاء العالي لم يحققوا نجاحات استثنائية في حياتهم، مما أظهر أن العوامل الاجتماعية والنفسية تلعب كذلك دورًا جوهريًا في الوصول إلى النجاح.
كما ساهمت الدراسة في فهم عدم التزامن كخاصية مميزة للأطفال الموهوبين، حيث تتطور قدراتهم العقلية والجسدية والعاطفية والاجتماعية بمعدلات مختلفة.
- التحصيل الأكاديمي والعمل المهني: أظهرت البيانات أن من شاركوا في عينة تيرمان كانوا أكثر تعليمًا مقارنة بالمتوسط الوطني، حيث حصل 69.8% من الرجال و66.5% من النساء على درجة بكالوريوس بحلول منتصف الثلاثينات من العمر. وذلك على الرغم من آثار الكساد الكبير الذي بدأ عندما كان متوسط أعمارهم 19 عامًا، مما يعكس نجاحهم الأكاديمي الملحوظ.[6]

من حيث المجموع حقق المشاركون إنجازات مهنية وأكاديمية أعلى من المتوسط، وهذا يشير إلى أن الأفراد في مستوى أعلى 1% من القدرة الفكرية العامة يميلون إلى تحقيق نجاح كبير في مجالات مختلفة. ومع كل هذا لم يتم تصنيف أي عضو من المشاركين في الدراسة كعبقري في العصر الحالي. هذا يشير إلى جانب معقّد في مفهوم العبقرية وأنها لا يمكن تحديدها من خلال درجات الذكاء المرتفعة.
- طول العمر والصحة: أظهرت الدراسة بأن المشاركين عاشوا عمرًا أطول مقارنة بمتوسط العمر المتوقع في نفس المجموعة السكانية، حيث عاشوا أكثر من عشر سنوات أطول من المتوسط. وقد أظهرت الأبحاث أن الصفات الشخصية مثل التحلي بالضمير والانضباط الذاتي والإخلاص كلها كانت مرتبطة بشكل تام بطول العمر.[6]

هذه النتائج نسفت الشائعات المنتشرة في ذلك الوقت بأن الأطفال الموهوبين ينضجون مبكرًا ويموتون مبكرًا، وأظهرت أنهم ينمون ليصبحوا بالغين ناجحين ومتكيفين اجتماعيًا، ويحققون درجات علمية أعلى ويرتفع دخلهم وتصبح لهم جودة حياة عالية ترضيهم.
- فهم دقيق لحالة عدم التزامن: ساهمت الدراسة في فهم حالة عدم التزامن كخاصية مميزة للأطفال الموهوبين، حيث تتطور قدراتهم العقلية والجسدية والعاطفية والاجتماعية بمعدلات متفاوتة. هذا المفهوم يساعد في فهم بعض المصاعب التي يواجهها الأطفال الأذكياء جدًا، مثل الاختلاف بين قدرتهم المعرفية المتقدمة ونموهم العاطفي أو الاجتماعي.[5]
- تأثير المعرفة المبكرة على المشاركين: أظهرت المخرجات أن غالبية المشاركين (68.2% من الرجال و70.8% من النساء) علموا أنهم جزء من الدراسة عندما وصلوا لعمر 14 عامًا. بينما أفاد عدد كبير (41.1% من الرجال و52.1% من النساء) بأن مشاركتهم في الدراسة كانت لها آثار إيجابية على حياتهم في منتصف العمر. ولكن تبيّن في مراحل لاحقة من عمرهم أن المعرفة المبكرة بكونهم موهوبين قد تسبّبت في عدم رضا وتقييم سلبي لإنجازاتهم في مراحل البلوغ.[6]

على الرغم من أن أعضاء دراسة تيرمان قد تم اختيارهم بناءً على مستوى ذكائهم المرتفع، إلا أن الدراسات الطولية لم تقدم مفاهيم واضحة حول تأثير نسبة الذكاء، باستثناء دراسة واحدة أجرتها ميلتا أودين (إحدى مساعدي تيرمان) في عام 1968. هذه الدراسة، قارنت 200 عضوًا، مجموعة من 100 رجل ناجح مع 100 رجل لم يحقق نجاحًا ملفتًا للنظر، حيث تم تعريف النجاح في هذه الحالة على أنه الحصول على وظائف تتطلب مهارات عقلية.
شملت الفئة الناجحة معلمين ومؤلفين وأطباء ومحامين، بينما ضمت الفئة العادية تقنيي إلكترونيات وشرطة وعمال بناء، بالإضافة إلى عدد قليل من المحامين والأطباء والأكاديميين الذين لم يحققوا النجاح المطلوب.
نتائج الدراسة أظهرت تقاربًا كبيرًا في درجات الذكاء بين الفئتين، في حين كانت الفروق الأكبر مرتبطة بالعوامل النفسية والاجتماعية مثل: الثقة بالنفس، والمثابرة، والدعم المبكر من العائلة.
معنى هذه النتائج أن الذكاء المرتفع وحده لا يضمن تحقيق النجاح، بل هناك عوامل أخرى لها أهمية كبيرة في مسيرة الفرد المهنية.

## المجلدات المنشورة
تم توثيق ونشر نتائج دراسة تيرمان الطويلة في خمسة مجلدات رئيسية:
1.المجلد الأول: السمات العقلية والجسدية لألف طفل موهوب (Mental and Physical Traits of a Thousand Gifted Children) - نُشر في عام 1926.
2.المجلد الثاني: السمات العقلية المبكرة لثلاثمائة عبقري (The Early Mental Traits of Three Hundred Geniuses) - نُشر في عام 1926.
3.المجلد الثالث: وعد الشباب؛ دراسات متابعة لألف طفل موهوب (The Promise of Youth; Follow-Up Studies of a Thousand Gifted Children) - نُشر في عام 1930.
4.المجلد الرابع: الطفل الموهوب ينمو؛ متابعة لمدة خمسة وعشرين عامًا لمجموعة متفوقة (The Gifted Child Grows Up; Twenty-Five Years' Follow-Up of a Superior Group) - نُشر في عام 1947.
5.المجلد الخامس: المجموعة الموهوبة في منتصف العمر؛ متابعة لمدة خمسة وثلاثين عامًا للطفل المتفوق (The Gifted Group at Mid-Life; Thirty-Five Years' Follow-Up of the Superior Child) - نُشر في عام 1959 بعد وفاة تيرمان، حيث أكملت زميلته ميلتا أودن العمل عليه.
تتناول هذه المجلدات جملة المواضيع المتعلقة بتطور الأطفال الموهوبين والتي غطتها الدراسة طويلة المدى، بما في ذلك الصفات العقلية والجسدية والتقدم الأكاديمي والحالة النفسية والاجتماعية، وبالتالي أصبحت هذه المجلدات مرجعًا هامًا في علم النفس والتربية.

## التأثير والأصداء
ألهمت دراسة تيرمان دراسات لاحقة مثل دراسة جوليان ستانلي للشباب الذين يمتلكون مهارات رياضية متفوقة المعروفة اختصارًا بـ (SMPY) والتي بدأت في أوائل السبعينيات، وتشارك في قيادتها كاميللا ب. بنبو وديفيد لوبيسنكي. أظهرت هذه الدراسة أن مستوى القدرة الرياضية واللفظية والمكانية المرئية تلعب دورًا مهمًا في التنبؤ بالنتائج الأكاديمية والمهنية.
ونشر تيرمان عددًا من الكتب والمقالات العلمية التي تناولت موضوع الذكاء واختباراته. من بين مؤلفاته الملحوظة: "قياس الذكاء: شرح ودليل شامل لاستخدام مراجعة ستانفورد وتوسيع اختبار بنيه سيمون للذكاء" و"الدراسات الوراثية للعبقرية". هذه الكتب أصبحت فيما بعد من المراجع الأكاديمية المهمة في مجال علم النفس التربوي ودراسة الموهبة، وأدت إلى تطور استراتيجيات التعليم لذوي الاحتياجات الخاصة ودعمت العديد من المباديء والممارسات التربوية التي تعزز التعليم المخصص للأطفال الموهوبين.
هناك بعض الشخصيات البارزة التي كشفت عن مشاركتها في دراسة تيرمان مثل نوريس برادبيري، هنري كويل، ولي كورنباخ، مما يدل على التأثير الممتد لأبحاث تيرمان في القرن الواحد والعشرين.

## الانتقاد
على الرغم من الأهداف الأكاديمية للدراسة إلا أن تيرمان واجه بعض الانتقادات بسبب تدخله في مجرى حياة المشاركين، مثل تقديم نصائح خاصة وكتابة رسائل ووصايا لهم. وقد أثّر هذا التدخل على حيادية بعض النتائج المستخلصة من الدراسة، وهذا بدوره أثار النقاشات حول مصداقية استنتاجات تيرمان.
أثار النقاش أيضًا حول فوز لويس ألفاريز ووليم شوكلي بجائزة نوبل في الفيزياء على الرغم من أنهما رُفضا من تيرمان ولم يكونا ضمن المشاركين في عينة الدراسة. فاستخدم النُقّاد هذه الحجة للإشارة إلى ضعف اختبارات الذكاء. إلا أن باحثين مثل وارني وزملاؤه ذكروا أن سبب غيابهم عن الدراسة يعود للطريقة التي اتّبعها تيرمان ومعدل الاحتمال المنخفض جدًا للفوز بجائزة نوبل.
على الرغم من إسهامات تيرمان الكبيرة في تعليم الأطفال الموهوبين وفهم الذكاء بدقة، إلا أنه يشوب إرثه الكثير من الجدل بسبب ميله إلى معتقدات تحسين النسل. كان تأييده للمبادئ المرتبطة بتحسين النسل قد أثر على بعض مشاريعه البحثية، حيث استخدم اختبارات الذكاء لتبرير التيارات العنصرية والاشاعات بشأن القدرة العقلية على أسس عرقية. ورغم تراجعه عن بعض هذه المواقف في مرحلة لاحقة من حياته، إلا أنه لم يتخلَّ عن جميع تلك المعتقدات التي اعتنقها لفترة طويلة، مما أثر على النظرة لجهوده بشكل كبير.

## أنظر أيضًا
- علم النفس التربوي
- ذكاء
- عبقرية
- تحسين النسل